# Xintun Shuiku
Xintun Shuiku är en reservoar i Kina. Den ligger i provinsen Yunnan, i den sydvästra delen av landet, omkring 170 kilometer nordost om provinshuvudstaden Kunming. Xintun Shuiku ligger 2 104 meter över havet. Trakten runt Xintun Shuiku består till största delen av jordbruksmark.
Genomsnittlig årsnederbörd är 1 282 millimeter. Den regnigaste månaden är juni, med i genomsnitt 306 mm nederbörd, och den torraste är januari, med 14 mm nederbörd.